# PCCカー (ハーグ市電)
この項目では、オランダの首都であるデン・ハーグの路面電車であるハーグ市電で運行していた電車のうち、アメリカで開発されたPCCカーを基に設計・製造された車両について解説する。ハーグ市電はヨーロッパの中でPCCカーを多数導入した路線の1つで、1993年まで営業運転に使用していた。

## 導入までの経緯
デン・ハーグは第二次世界大戦の中でドイツによる占領やイギリスによる攻撃により甚大な被害を受け、ハーグ市電も施設や車両に大きな損害を受けた状態で終戦を迎えた。その後、戦時中の過酷な使用条件やメンテナンス不足により走行不能となった車両を置き換えるため、1948年に戦後初の新型車両となる201形（201 - 216）が導入された。これらの車両は自動扉や電空制御システムなどハーグ市電初の要素を多数搭載した一方、車体を始めとした基本的な構造は戦前の電車と変わらず、復興の中でより近代的かつ高性能な車両が求められた。そこで白羽の矢が立ったのが、戦前の1936年からアメリカで量産され、高い成功を収めていたPCCカーであった。
PCCカーは直角カルダン駆動方式、多段制御、弾性車輪、軽量車体など新機軸の技術を多数導入した路面電車で、TRC（Transit Research Corporation）が特許を所有しており、鉄道車両メーカーがライセンス料を支払う形で大量生産を実施していた。その高い性能や北アメリカでの大成功ぶりはヨーロッパでも高い注目を集め、1946年にはベルギーのBND（1956年以降合併によりBNに改名）がTRCとライセンス契約を結び、同年以降ベルギー向けの車両の生産を開始していた。ハーグ市電のPCCカーは、このBND（→BN）が生産したものをGBHTM（現事業者HTMの前身）が1949年から購入したものである。全車とも右側通行に対応し、終端のループ線で折り返す線形に合わせ乗降扉は車体右側にのみ設置されていた一方、台車や電気機器は製造年代によって異なり、車体も改良が加えられ続けた。
1975年までに計234両が導入され、1970年代後半にはハーグ市電の全車両がPCCカーとなったが、老朽化に伴い1981年以降は3車体連接車であるGTL-8形の導入による置き換えや部品供出が進み、1993年6月30日をもって営業運転を終了した。以降はオランダやベルギー、イギリス、アメリカの路面電車や博物館に多数の車両が保存されており、動態保存運転を実施する車両も存在する。

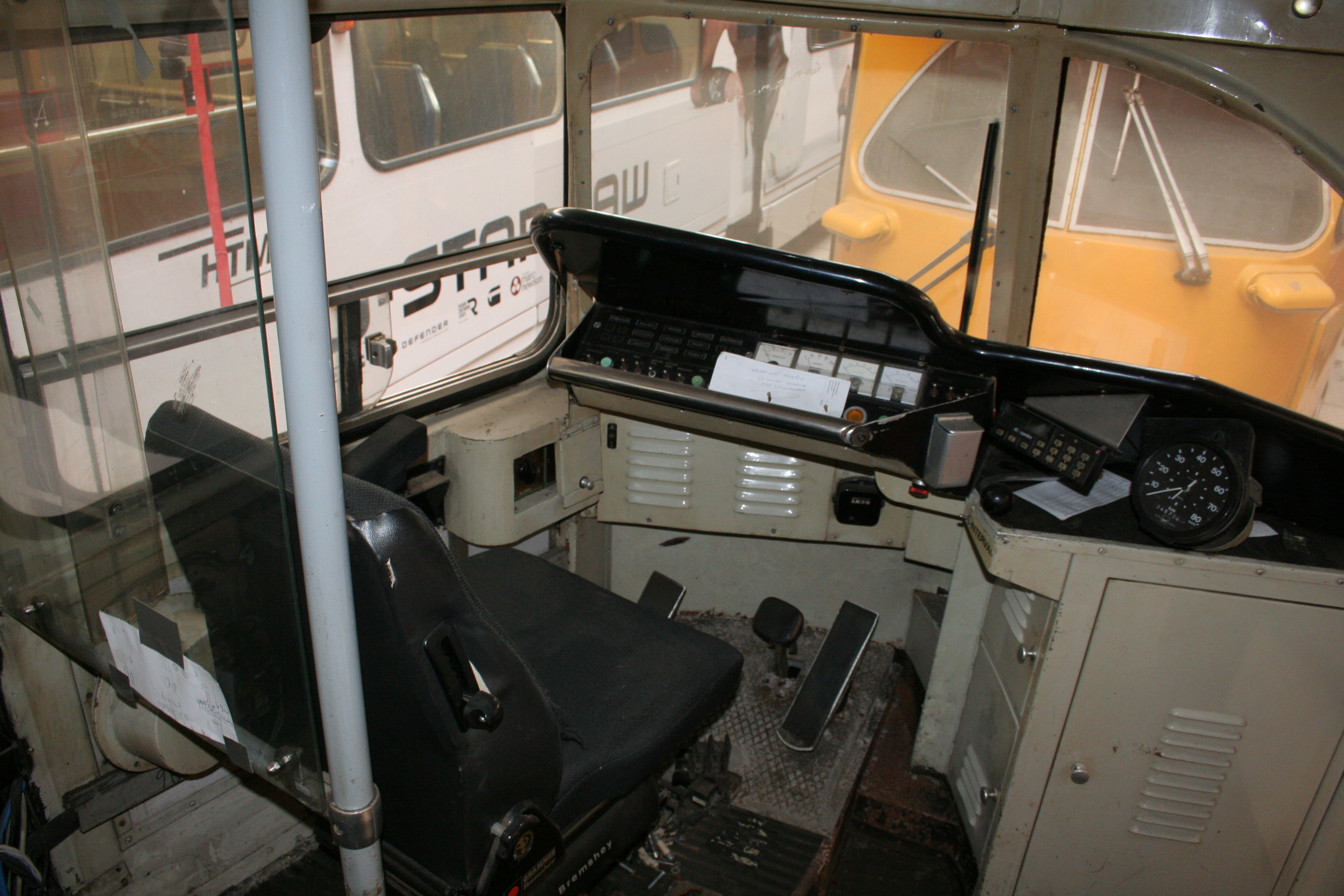
運転台
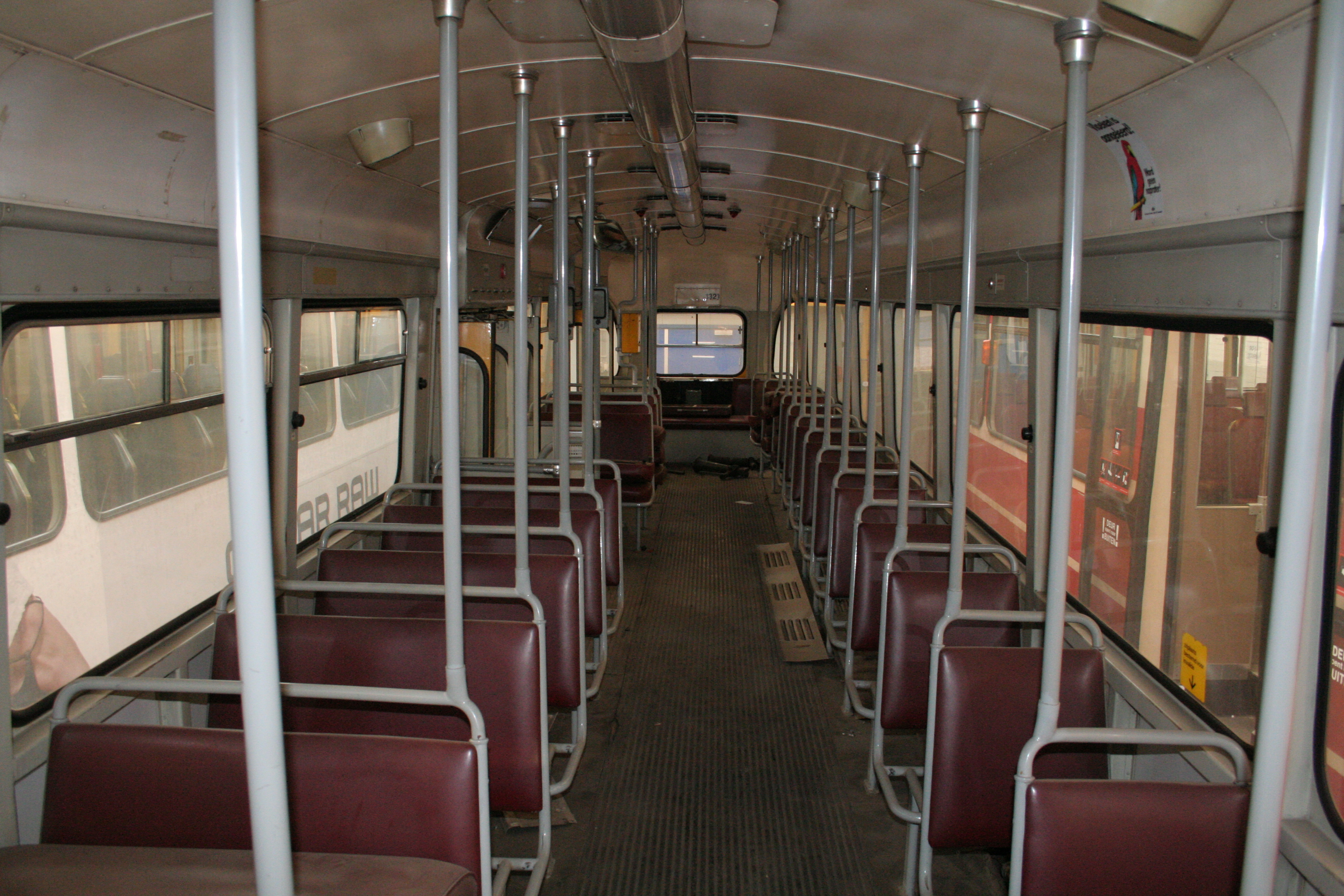
車内
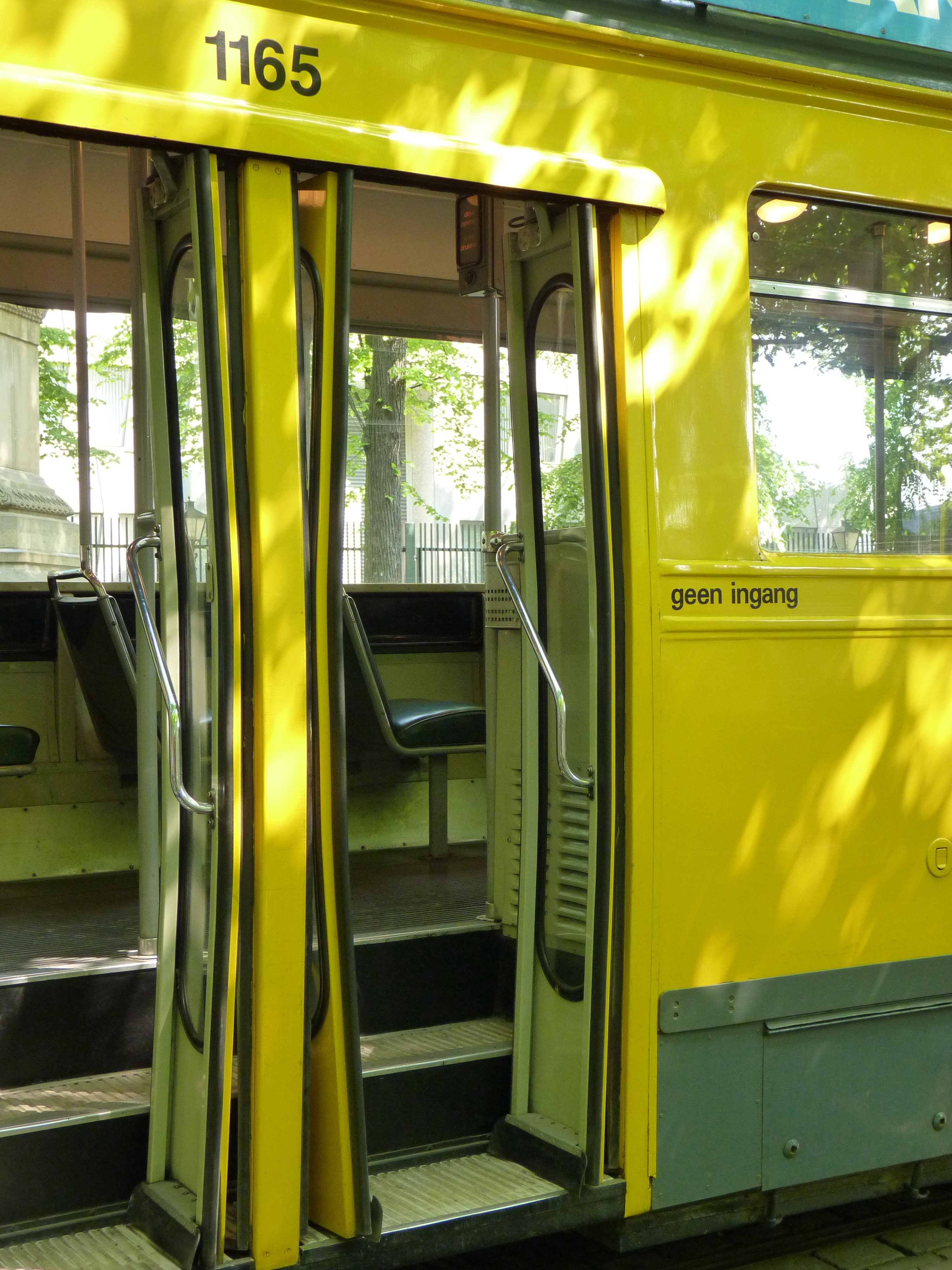
乗降扉付近にはステップが存在した
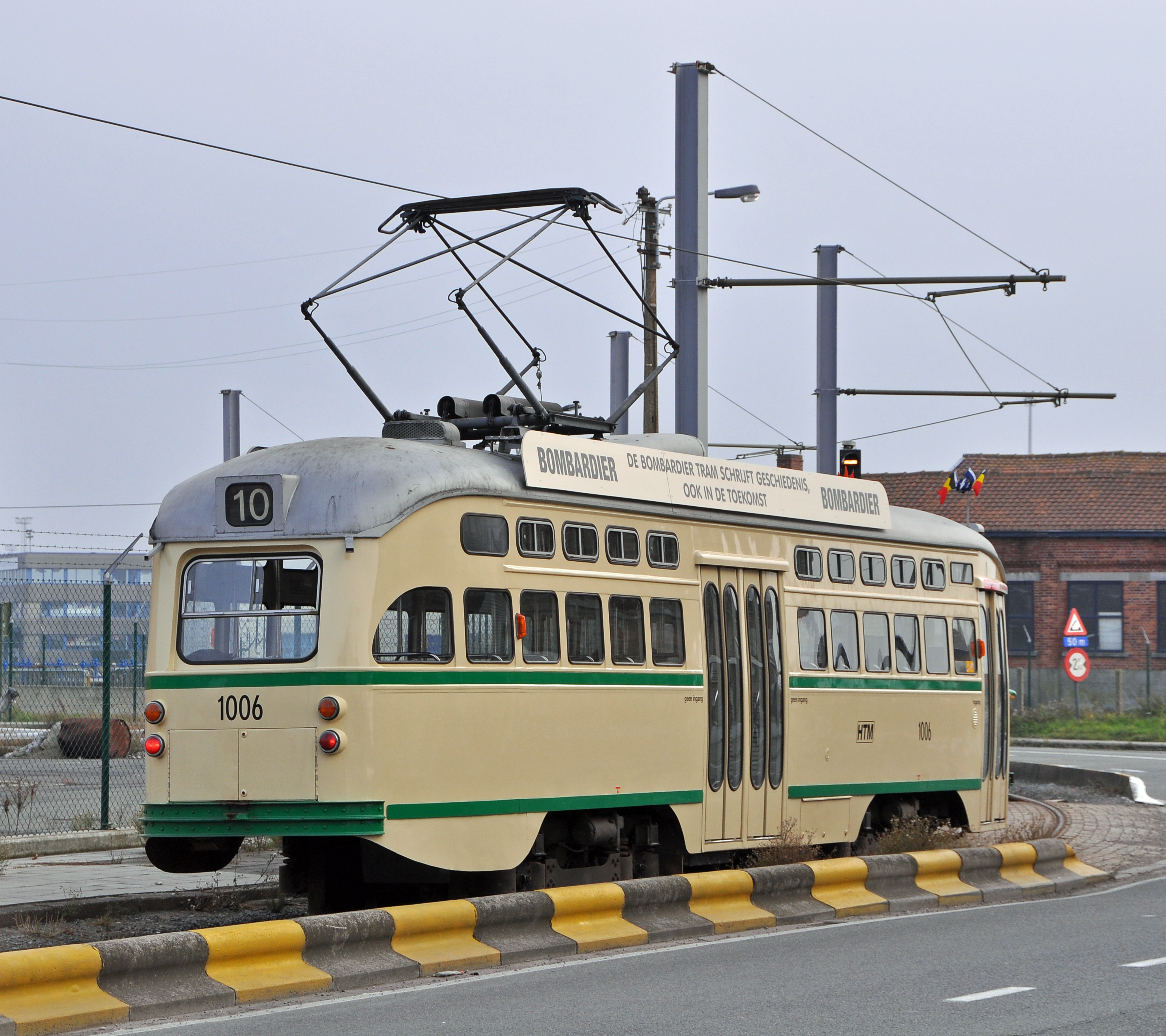
車体後方には運転台が無い（1006、2011年撮影）

## 1000番台

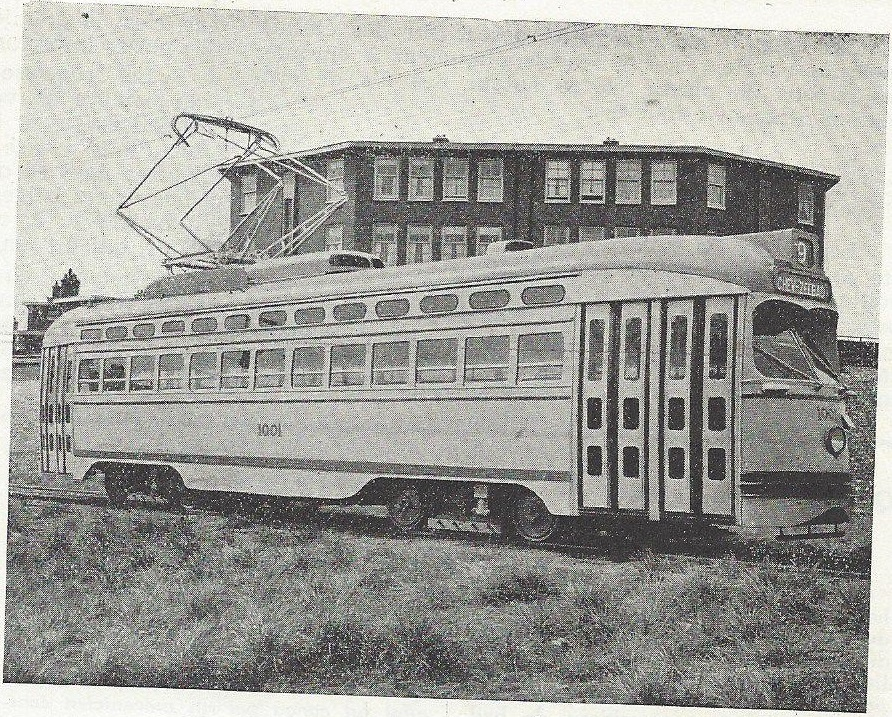
1001

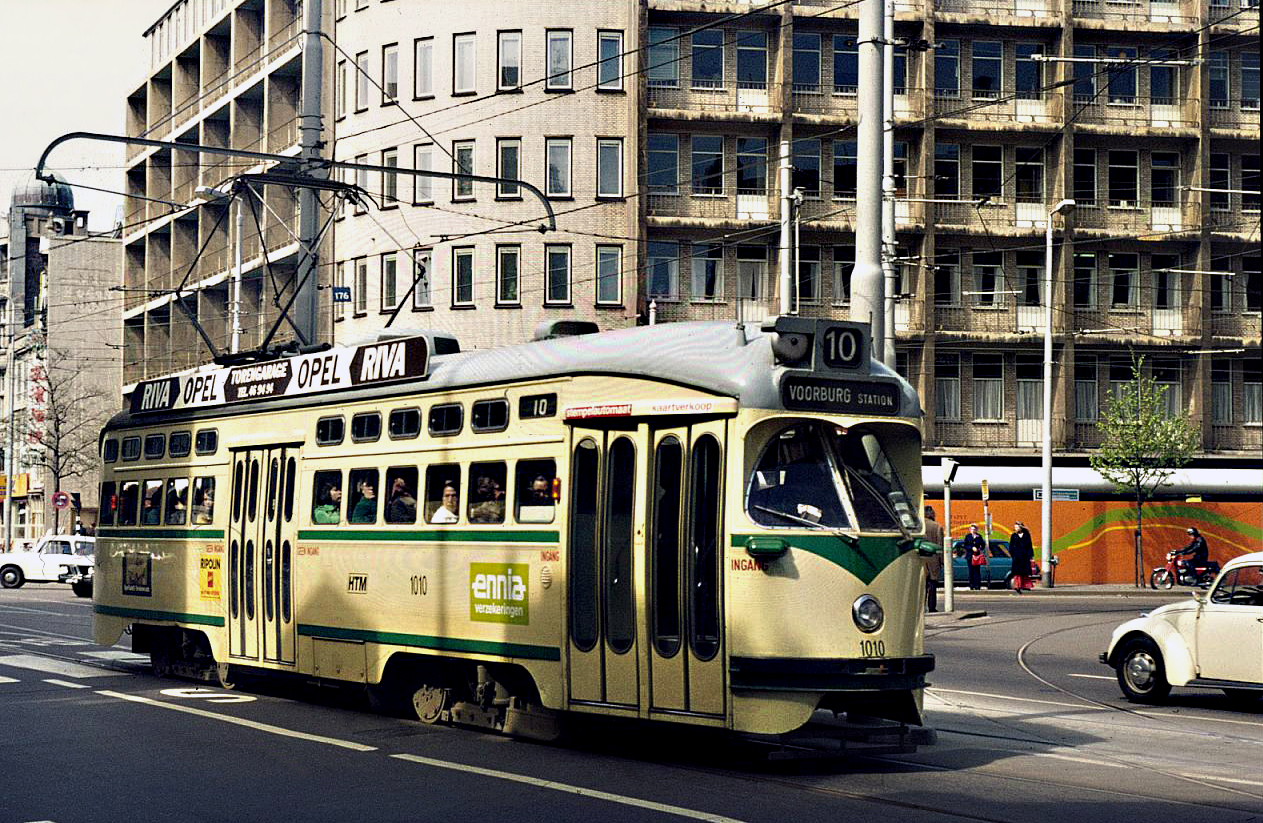
1010（1970年代撮影）

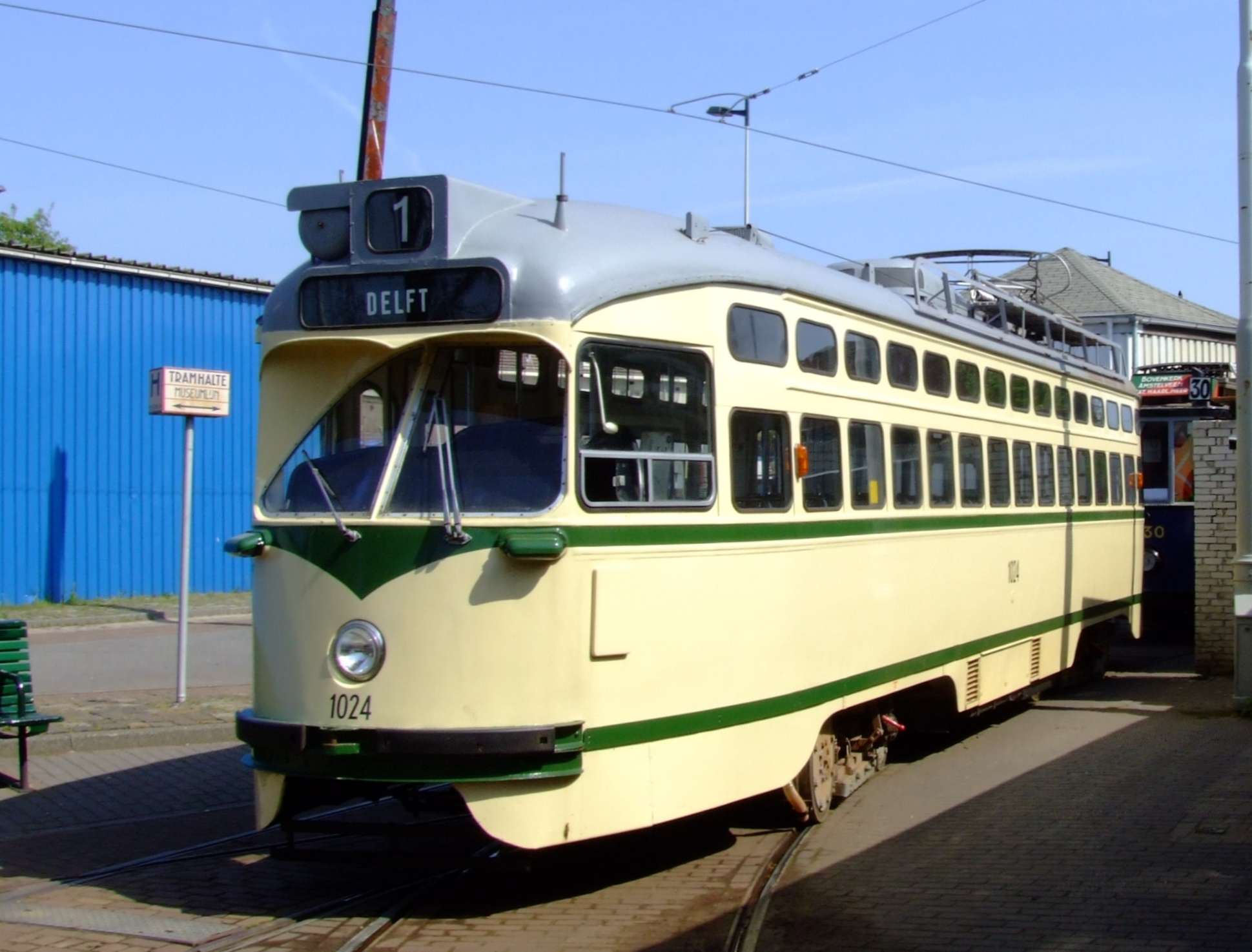
1024（2008年撮影）

### 試作車
1949年に1001、翌1950年に1002が導入された、ハーグ市電最初のPCCカー。セントルイス・カー・カンパニーなどアメリカの企業で車体や機器が製造された後、ベルギーのBNDの工場で最終組み立てが実施された。1001は当初"199"と言う車両番号だったが、早期に改番が実施された。
車体設計は乗降扉を除いてアメリカに導入されていたPCCカーとほぼ同一で、側面窓はバス窓とも呼ばれる、小窓の上に"立席窓"（standee window）が設置された形状だった。当初の車幅は2,450 mmであったが、ハーグ市電の電停のホームとの隙間が狭くなる事から1950年に2,200 mmに狭められた、主要機器は第二次世界大戦後のPCCカーの標準であったドラムブレーキを搭載し乗降扉の開閉やワイパーの可動も電力を用いて行う"オール・エレクトリック"（All-Electric）と呼ばれる構造を採用し、ベルギーのACEC（Ateliers de Constructions Electriques de Charleroi）が製造したものを導入した。台車はセントルイス・カー・カンパニー製のB-3形を用いた。
乗降扉は製造当初車体の前後に設置されていたが、ハーグ市電がワンマン運転へ全面的に切り替えられた際に乗客の往来に不便が生じたため、1974年から1975年にかけて右側3箇所に乗降扉を有する1100番台と同型の車体に更新された他、シャルフェンベルク式連結器が設置された事で他車との連結運転が可能となった。
1989年には、PCCカーと同様の足踏みペダルが採用された新型車の11G形電車に際し乗務員の訓練が必要となったアムステルダム市電へ一時的に貸し出され、27形（Serie 27）の形式名が与えられた上で翌1990年まで使用された。その後はハーグ市電に返却されたが、1002は1992年にトラックとの衝突事故で大破した事で、1001も翌1993年のPCCカー引退に伴って廃車となった。両車とも解体されたが、2019年現在1001の先頭部のみ現存する。

### 量産車
試作車の運用実績を基に、1952年に22両（1003 - 1024）が製造された車両。試作車と異なり、乗降扉の位置は右側側面の前方と中央に変更され、アメリカのPCCカーに近い窓・扉配置となった他、試作車で振動に伴う乗り心地の悪さが指摘された事から、台車に斜め方向の軸バネが追加され弾力性が増加した。連結器は設置されておらず、他車との連結運転は出来なかった。
1969年から1972年の間には側面窓の拡大や車体後方の尾灯追加などの改造が実施されたが、GTL-8形の導入に伴う最初の置き換え対象として1981年9月30日までに廃車された。2019年現在、ベルギー沿岸軌道で動態保存されている1006を含め3両が現存する。

### 諸元
| 製造年                             | 総数                                           | 軌間                   | 編成                                                 | 運転台                                               | 備考・参考           |
| ---------------------------------- | ---------------------------------------------- | ---------------------- | ---------------------------------------------------- | ---------------------------------------------------- | -------------------- |
| 1949-50(試作車) 1952(量産車)       | 2両(1001,1002)(試作車) 22両(1003-1024)(量産車) | 1,435mm                | 単車                                                 | 片運転台                                             | [ 16 ] [ 15 ] [ 17 ] |
| 車体長                             | 車体幅                                         | 車体高                 | 着席定員                                             | 立席定員                                             | [ 16 ] [ 15 ] [ 17 ] |
| 13,432mm                           | 2,200mm 2,450mm(試作車,登場時)                 | 3,121mm(試作車,更新後) | 39人(試作車,登場時) 36人(試作車,更新後) 40人(量産車) | 52人(試作車,登場時) 57人(試作車,更新後) 52人(量産車) | [ 16 ] [ 15 ] [ 17 ] |
| 重量                               | 最高速度                                       | 電動機                 | 電動機出力                                           | 車両出力                                             | [ 16 ] [ 15 ] [ 17 ] |
| 17.7t(試作車,更新後) 16.7t(量産車) | 70km/h                                         | WH 1432J               | 42.5kw                                               | 169kw                                                | [ 16 ] [ 15 ] [ 17 ] |

## 1100番台

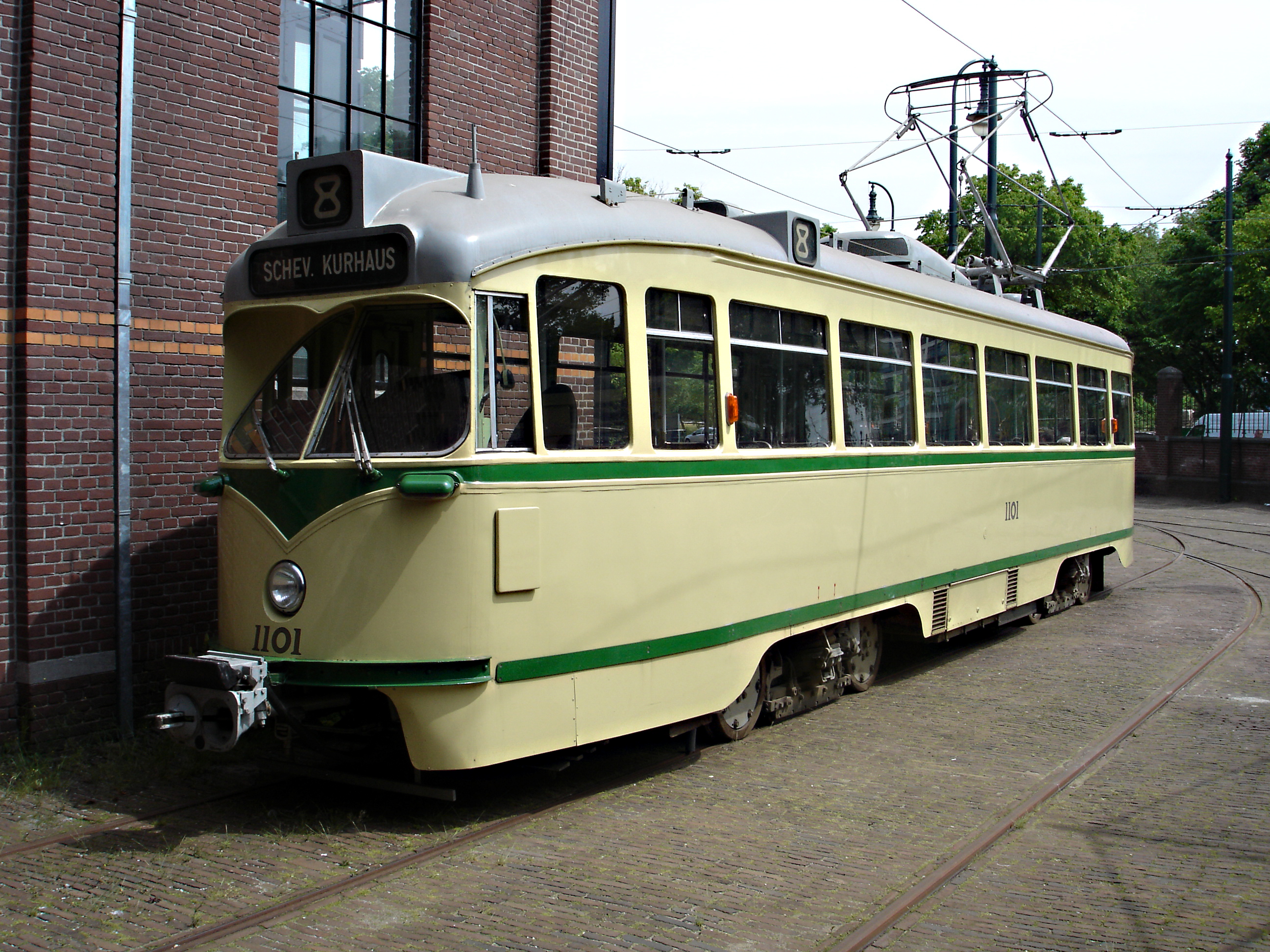
1101（2009年撮影）

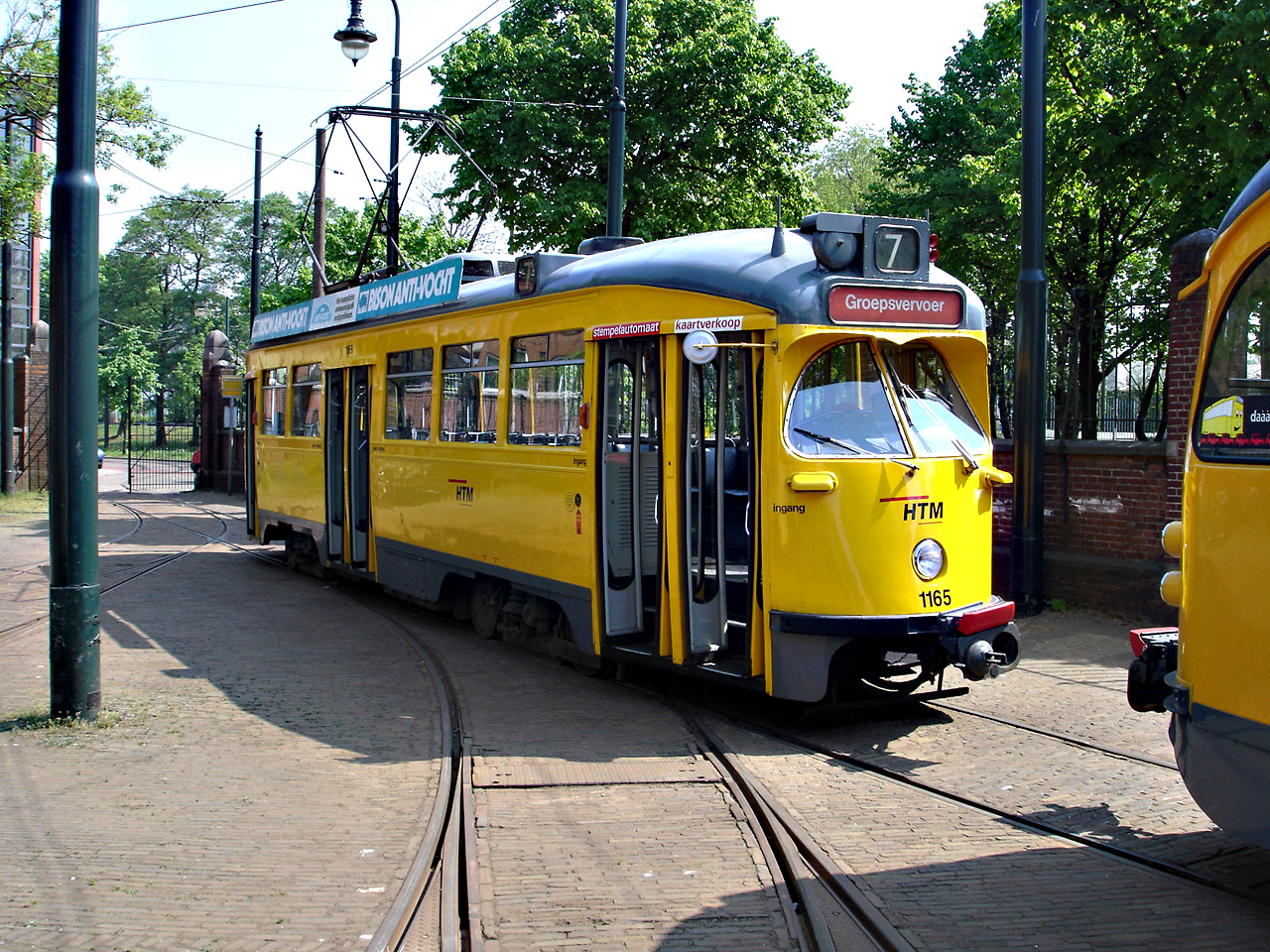
1165（2011年撮影）

### 概要
1957年から1958年にかけて100両（1101 - 1200）が製造された番台。側面の形状が大きく変更され、窓がそれまでの小窓を2つ用いたバス窓から大型窓に変更された他、車体後方にも乗降扉が新たに設置され、乗客は3箇所の扉から乗降が可能となった。また総括制御運転に備えてシャルフェンベルク式連結器を搭載し、最大3両まで先頭車から一括制御出来るようになった。ただし営業運転時は最大でも2両編成までに限られた。
1101-1196はアメリカ・クラークが開発したB-2形台車を基にしたBN製の台車を使用したが、1957年に製造された車両で亀裂が発見された事で一時導入が中止され、台車の交換を実施した上で翌1958年までに改めてハーグ市電へ納入された。その事もあって1197-1200はAEG製の電動機を1基搭載したデュワグ製の台車を採用したが、床上高さが他車よりも高くなった他、他車との連結時に不具合が多数発生した。
GTL-8形の導入に伴い1983年から廃車が始まったが、1993年のPCCカー全廃まで一部車両が在籍し、各地の博物館に譲渡された後もハーグ公共交通博物館の車両については事故や故障による車両不足に伴い1999年頃まで営業運転に投入された事があった。以降は複数の車両が保存され、そのうち1139は1986年に路面電車路線の車両不足を補うためロッテルダム電鉄へ譲渡され、各種改造や改番（1139→2303）を受けた上で2003年まで使用された経歴を有していたが、2019年に解体された。

### 諸元
| 製造年   | 総数             | 軌間    | 編成       | 運転台   | 備考・参考    |
| -------- | ---------------- | ------- | ---------- | -------- | ------------- |
| 1957-58  | 100両(1101-1200) | 1,435mm | 単車       | 片運転台 | [ 16 ] [ 20 ] |
| 車体長   | 車体幅           | 車体高  | 着席定員   | 立席定員 | [ 16 ] [ 20 ] |
| 13,342mm | 2,200mm          | ？      | 36人       | 57人     | [ 16 ] [ 20 ] |
| 重量     | 最高速度         | 電動機  | 電動機出力 | 車両出力 | [ 16 ] [ 20 ] |
| 16.7t    | ？               | ？      | 41kw       | 164kw    | [ 16 ] [ 20 ] |

## 1200番台

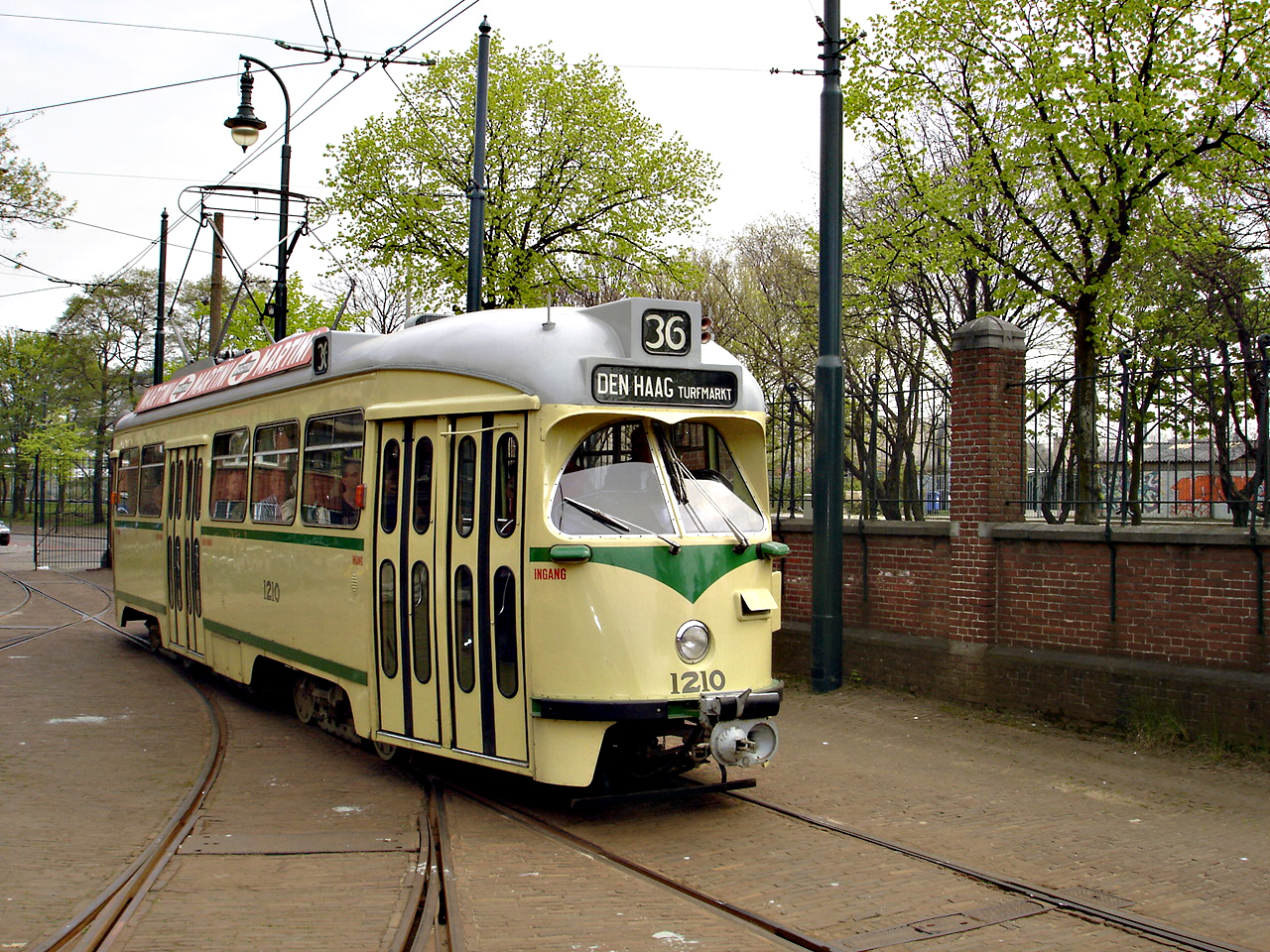
1210（2010年撮影）

### 概要
1920年代に製造された旧型電車を置き換えるため、1963年に40両（1201 - 1240）が導入された番台。車体幅が150 mm拡大された2,350 mmとなり、窓枠がゴム製（Hゴム）に、車内照明が蛍光灯に変更された他、台車は1000番台で採用されたB-3形をBNで改良したものが導入された。1201 - 1225は1965年に電子ホーン機器が搭載され、デルフトへ直通する系統に用いられた。
1980年代初頭に更新工事が計画されていたものの費用が嵩む事が判明した結果早期に引退する事となり、1982年までに廃車され、一部の台車や主電動機は後述する1300番台や2100番台へと流用された。2019年現在は2両が各地の博物館に保存されている。

### 諸元
| 製造年   | 総数            | 軌間    | 編成       | 運転台   | 備考・参考    |
| -------- | --------------- | ------- | ---------- | -------- | ------------- |
| 1963     | 40両(1201-1240) | 1,435mm | 単車       | 片運転台 | [ 22 ] [ 23 ] |
| 車体長   | 車体幅          | 車体高  | 着席定員   | 立席定員 | [ 22 ] [ 23 ] |
| 13,452mm | 2,350mm         | ？      | 36人       | 65人     | [ 22 ] [ 23 ] |
| 重量     | 最高速度        | 電動機  | 電動機出力 | 車両出力 | [ 22 ] [ 23 ] |
| 16.25t   | ？              | ？      | 41kw       | 164kw    | [ 22 ] [ 23 ] |

## 1300番台・2100番台

### 概要

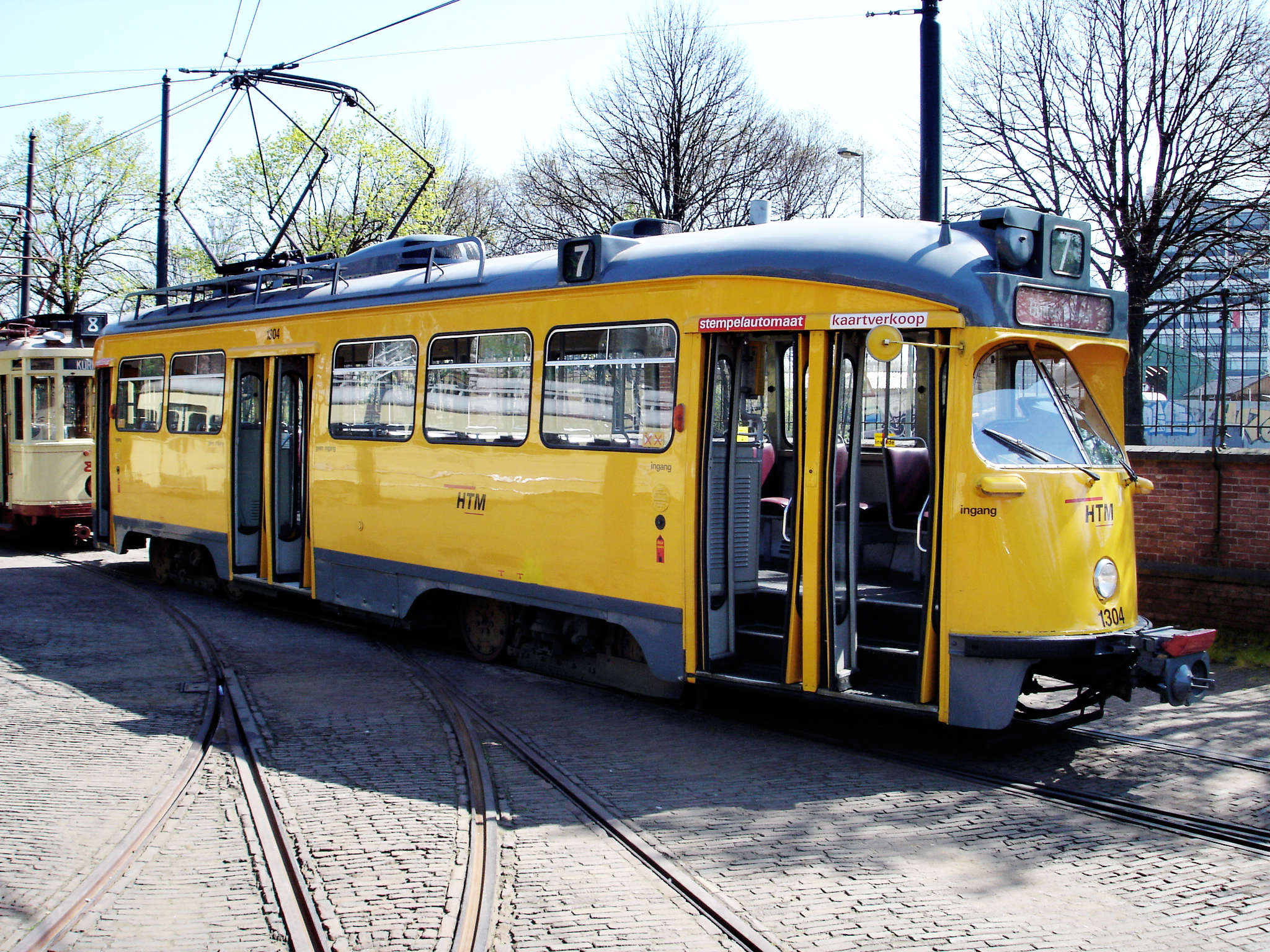
1304（2007年撮影）

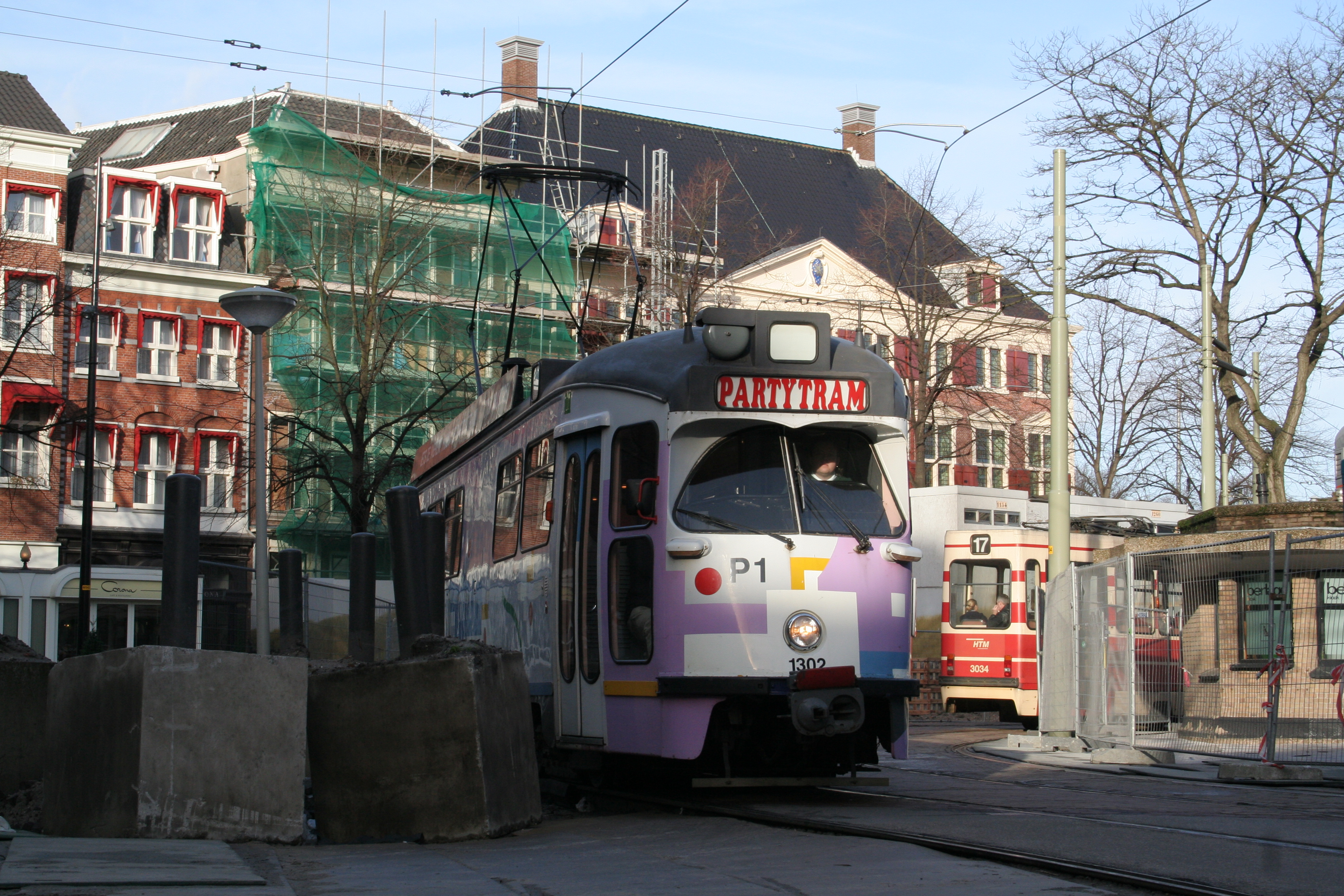
"Partytram"に改造された1302（2007年撮影）

1300番台は、ハーグ市電の路線延長に伴い1971年から1974年にかけて40両（1301 - 1340）が製造された車両群である。車内レイアウトが信用乗車方式に対応した形に変更され運転台は客室部分から区切られた他、車体後部の尾灯にブレーキランプが追加された。塗装は製造当初から当時のハーグ市電における標準塗装だった黄色1色であった。また1972年から1974年の間に製造された4両（1336 - 1340）は回生ブレーキを搭載しており、制御装置もそれまでのPCCカーを基にした抵抗制御方式からサイリスタチョッパ制御方式に変更した。
1974年から1975年には、PCCカーの最終増備車として2100番台が30両（2101 - 2130）製造された。これらの車両は1300番台の後方に連結する増結用車両として設計されており、連結面は運転台が設置されておらず、尾灯がない事以外は後部と同様の構造となっていた。
1983年には廃車となった1100番台や1200番台の台車や主電動機への交換が行われ、捻出された元の機器はGTL-8形の増備に用いられた。一方、信用乗車方式の導入により乗務員が配置されなかった2100番台で乗客による破壊行為が多発していた事から、安全性の確保のため1300番台と2100番台の間に貫通幌を設置し2両固定編成とする計画が同時期に存在した。だが更新費用が嵩む事から却下され、GTL-8形の更なる導入に伴うPCCカーの全面置き換えへと変更された結果、1993年までに引退した。ただしそれ以降も1999年まで1100番台と共に保存車両が一時的に営業運転へ復帰した事があった。またサイリスタチョッパ制御を用いた4両（1336 - 1340）については、保守に手間がかかる事から保存が決定した1337を除き1988年までに廃車された。
2019年の時点で保存車両の他に、団体用車両"Partytram"に改造された1302と検測車に改造された1315がハーグ市電に在籍する。

### 諸元
| 製造年                                             | 総数                                                | 軌間    | 編成                          | 運転台                                  | 備考・参考                  |
| -------------------------------------------------- | --------------------------------------------------- | ------- | ----------------------------- | --------------------------------------- | --------------------------- |
| 1971-74(1300番台) 1974-75(2100番台)                | 40両(1301-1340)(1300番台) 30両(2101-2130)(2100番台) | 1,435mm | 単車                          | 片運転台(1300番台) 運転台なし(2100番台) | [ 22 ] [ 25 ] [ 26 ] [ 27 ] |
| 車体長                                             | 車体幅                                              | 車体高  | 着席定員                      | 立席定員                                | [ 22 ] [ 25 ] [ 26 ] [ 27 ] |
| 13,452mm(1300番台) 13,020mm(2100番台)              | 2,350mm                                             | ？      | 36人(1300番台) 40人(2100番台) | 65人(1300番台) 70人(2100番台)           | [ 22 ] [ 25 ] [ 26 ] [ 27 ] |
| 重量                                               | 最高速度                                            | 電動機  | 電動機出力                    | 車両出力                                | [ 22 ] [ 25 ] [ 26 ] [ 27 ] |
| 17.05t(1301-1336) 17.8t(1337-1340) 15.0t(2100番台) | ？                                                  | ？      | 45kw                          | 220kw                                   | [ 22 ] [ 25 ] [ 26 ] [ 27 ] |